# Peter Ketnath
Peter Ketnath (Monaco di Baviera, 6 giugno 1974) è un attore tedesco.

## Biografia

### Origini
Peter Ketnath è nato il 6 giugno 1974 a Monaco di Baviera (Germania), oltre al tedesco, parla fluentemente il portoghese, l'inglese e lo spagnolo.

### Carriera
Peter Ketnath, all'età di diciannove anni, nel 1993 poco dopo aver terminato il liceo, ha studiato un semestre di regia e fotografia presso la New York Film Academy, dove il teatro ha attirato la sua attenzione. Pertanto, appena rientrato a Monaco di Baviera, ha iniziato i suoi studi di interpretazione presso lo Studio Zinner, dove si è diplomato.
Quattro anni dopo, all'età di ventitré anni, è tornato a New York per continuare i suoi studi di recitazione presso The Herbert Berghof (HB) Studio e alla fine del 1998 si è trasferito a Berlino, dove ha studiato anche cinema, filosofia e psicologia presso FU University, così nel 2004 ha ottenuto la laurea.
Nel secondo semestre presso lo Zinner Studio, è avvenuto il suo l'ingresso nel mondo dell'audiovisivo attraverso un casting per un film di Joseph Vilsmaier. È stato scelto per interpretare Leo Knie, il ruolo principale del film in costume, che racconta la storia di un ragazzo negli anni '30, in Germania, che, invece di unirsi al movimento nazista, si preoccupa di scoprire la sua vita personale, e che resiste andare in guerra.
Ha continuato a lavorare in teatro e a partecipare a diversi film e serie come protagonista o guest star, a numerose opere nazionali e anche a coproduzioni internazionali, come MINONA, tra Germania, Francia e Russia, che racconta la vita personale di Beethoven.
Nel 1998 ha fatto parte del cast principale della serie Klinikum Berlin Mitte - Leben in Bereitschaft (Pro7), dove ha interpretato il ruolo del Dottor Daniel Thies fino al 2002. La serie è stata la versione tedesca di Emergency Room. Nel 2001 ha fatto parte del cast della miniserie Die Manns, che ha raccontato la vita dello scrittore tedesco Thomas Mann, interpretato dall'attore Armin Mueller-Stahl.
Nel 2001 ha scoperto la sua passione per il cinema brasiliano e la lingua portoghese durante le settimane del cinema brasiliano Filmkunst 66 e al Festival internazionale del cinema di Berlino. Passa un po' di tempo in Brasile per imparare la lingua, finché nel 2003 incontra la produttrice Sara Silveira al Festival di Berlino, che gli ha presentato un progetto. Nello stesso anno è stato scelto per interpretare un tedesco in viaggio nel nord-est del Brasile. Ha recitato nel film Cinema, Aspirinas e Urubus diretto da Marcelo Gomes e presentato in anteprima a Cannes. Il film è stato anche rappresentativo del Brasile nella disputa per l'Oscar per il Miglior film straniero.
Dal 2004 al 2006 si è alternato in produzioni tedesche e brasiliane: ha preso parte al cast principale della serie Die Gerichtsmedizinerin (RTL). Nel 2005 ha interpretato il ruolo di Mark, un turista tedesco che rimane coinvolto in una relazione infelice con una donna brasiliana e cerca di vivere con lei a Berlino: Deserto Feliz, di Paulo Caldas, presentato in anteprima al Festival di Berlino; e sempre in Brasile, ha preso parte al cast della soap opera Pé na Jaca.
Nel 2008 è tornato a lavorare con il regista Joseph Vilsmaier nel film Die Geschichte vom Brandner Kaspar, tratto da un libro di Franz von Kobell. Il film è stato un successo al botteghino ed è diventato un classico moderno che viene spesso replicato dalla televisione tedesca.
Il 2009 è stato l'inizio del suo lavoro sulla serie di omicidi e crimini Squadra Speciale Stoccarda (SOKO Stuttgart), nel ruolo di un detective preoccupato per la sua libertà e il suo senso di giustizia, e dove è tornato nel 2012 in occasione della dodicesima stagione.
Nel 2014 ha partecipato alla commedia brasiliana Os homens são de Marte e pra lá que eu vou, dell'attrice e autrice Mônica Martelli, dove ha interpretato il ruolo di Nick, un tedesco che vive a Bahia e con il quale il personaggio di Mônica ha avuto una divertente relazione.
Nell'animazione brasiliana Nimuendajú, diretta da Tania Anaya, ha interpretato l'etnologo Curt Nimuendaju Unckel, che ha vissuto per più di quarant'anni con le tribù indigene in tutto il Brasile, diventando uno dei riferimenti più importanti negli studi sull'argomento nel XX secolo. In Brasile ha recitato nel film I'm Going to Nadar Until You diretto da Klaus Mitteldorf. Nel 2018 ha ricoperto il ruolo di Bassa Selim nell'opera O rapto do Seraglio di Wolfgang Amadeus Mozart.
Nel 2021 è stato scelto per interpretare il ruolo di Thomas Zumkle nella miniserie in onda su TV Globo Passaporto per la libertà (Passaporte para Liberdade), in cui ha recitato insieme agli attori Sophie Charlotte e Rodrigo Lombardi.

## Vita privata
Peter Ketnath è sposato con Maykelis Ketnath, con la quale vive alternativamente tra Monaco di Baviera e Stoccarda.

## Filmografia

### Cinema
- Und keiner weint mir nach, regia di Joseph Vilsmaier (1996)
- La musique de l'amour: Un amour inachevé, regia di Fabrice Cazeneuve (1996)
- Eine Herzensangelegenheit (1996)
- Minona (1996)
- Preis der Unschuld (1998)
- Der weisse Hirsch (2002)
- Spurlos - Ein Baby verschwindet (2003)
- Cinema, Aspirinas e Urubus, regia di Marcelo Gomes (2005)
- Deserto Feliz, regia di Paulo Caldas (2006)
- Wie angelt man sich seine Chefin? (2007)
- Die Geschichte vom Brandner Kaspar (2008)
- Im Tal der wilden Rosen (2008)
- Richterin ohne Robe (2009)
- Os Homens São de Marte... e É pra lá que Eu Vou, regia di Marcus Baldini (2014)
- Nimuendaju (2015)
- Para Sempre (2016)
- Un'altra eternità (Another Forever), regia di Juan Zapata (2016)
- Vou nadar até você (2020)
- When in Venice, regia di Juan Zapata (2021)

### Televisione
- Eine Herzensangelegenheit, regia di Gert Steinheimer – film TV (1997)
- Die Unzertrennlichen – serie TV (1998)
- Zwei Brüder – serie TV (1998)
- Zugriff – serie TV (1998)
- L'ispettore Derrick (Derrick) – serie TV (1998)
- Schloßhotel Orth – serie TV (1998)
- Der letzte Zeuge – serie TV (1999)
- Preis der Unschuld, regia di Gabriel Barylli – film TV (1999)
- OP ruft Dr. Bruckner - Die besten Ärzte Deutschlands – serie TV (2000)
- Klinikum Berlin Mitte - Leben in Bereitschaft – serie TV (2000-2002)
- Die Manns - Ein Jahrhundertroman – miniserie TV (2001)
- Spurlos - Ein Baby verschwindet, regia di Hans Werner – miniserie TV (2003)
- Edel & Starck – serie TV (2002, 2004)
- Einmal Bulle, immer Bulle – serie TV (2004)
- SOKO 5113 – serie TV (2004)
- Der Bulle von Tölz – serie TV (2005)
- Die Gerichtsmedizinerin – serie TV (2005-2008)
- Die Rosenheim-Cops – serie TV (2006)
- Pé na Jaca – soap opera (2006)
- Die Rettungsflieger – serie TV (2007)
- Litigi di cioccolato (Wie angelt man sich seine Chefin), regia di Sophie Allet-Coche – film TV (2007)
- La valle delle rose selvatiche (Im Tal der wilden Rosen) – serie TV (2008)
- Squadra Speciale Cobra 11 (Alarm für Cobra 11 - Die Autobahnpolizei) – serie TV (2008)
- Alice – serie TV (2008)
- In aller Freundschaft – serie TV (2008)
- Tatort – serie TV (2009)
- Richterin ohne Robe, regia di Ulrich Zrenner – film TV (2009)
- Lasko - Die Faust Gottes – serie TV (2009)
- Squadra Speciale Stoccarda (SOKO Stuttgart) – serie TV (dal 2009)
- Kripo Holstein - Mord und Meer – serie TV (2013)
- SOKO: Der Prozess – serie TV (2013)
- Hubert ohne Staller – serie TV (2019)
- Vou Nadar Até Você – serie TV (2019)
- Dr. Klein – serie TV (2019)
- Un ciclone in convento (Um Himmels Willen) – serie TV (2021)
- Passaporto per la libertà (Passaporte para Liberdade) – miniserie TV, 8 episodi (2021)
- Sommer auf drei Rädern – serie TV (2022)

### Cortometraggi
- Der weiße Hirsch, regia di Annekathrin Wetzel (2002)
- Soledad, regia di Daniel Bandeira e Flavia Vilela (2015)

## Doppiatori italiani
Nelle versioni in italiano dei suoi film e delle sue serie TV, Peter Ketnath è stato doppiato da:
- Gabriele Sabatini[16] in Passaporto per la libertà[17]

## Riconoscimenti
Gramado Film Festival
- 2007: Candidato come Miglior attore per il film Deserto Feliz

Guadalajara International Film Festival
- 2006: Candidato come Miglior attore per il film Cinema, Aspirinas e Urubus